# ポール・アリジン
ポール・アリジン (Paul Arizin, 1928年4月9日 - 2006年12月12日) は、アメリカ合衆国・ペンシルベニア州フィラデルフィア出身の元プロバスケットボール選手。ツーハンドによるセットシュートが主流だった1950年代初頭、ワンハンドでのジャンプシュートを武器に大量得点を重ねたスコアラーとして活躍し、バスケットボールの発展に大きな役割を果たした。
ビラノバ大学 (ワイルドキャッツ) 卒業後、1950年にプロキャリアの全てを過ごすNBAのフィラデルフィア・ウォリアーズに入団。以後、兵役に就いた2年を除く全てのシーズンでオールスターに選ばれ、オールスターMVP1回、オールNBAチーム選出は4回、得点王には2回輝くなど名実共にリーグトップクラスの選手として初期のNBAを支えた。1956年にはウォリアーズをNBAファイナル制覇に導いている。1978年には殿堂入りを果たし、NBA25周年オールタイムチーム、NBA50周年記念オールタイムチームにも名を連ねた。

## 経歴

### ジャンプシュートの発見
ポール・ジョセフ・アリジンは1928年、ペンシルベニア州フィラデルフィアにてフランス人の父とアイルランド人の母との間で生まれた。少年時代の彼のバスケットボールキャリアは決して平坦なものではなく、ラ・サール高校ではコーチから認められず、3年生のシーズンには2〜3試合に使われた程度ですぐに切られてしまった。結局高校の代表チームには戻ることは出来ず、校内や教会などの独立チームでプレイし、一時期は6〜7チームに所属して一晩で2試合をこなすこともあった。しかしこうしたチームでのプレーが、彼に幸運をもたらした。時にダンスホールでプレーすることもあったアリジンだが、滑りやすいダンス用の床では足を着けたまま打つセットシュートは危険だったため、飛び跳ねながら空中でシュートを打つようにした。これがアリジンにとってのジャンプシュートの発見だった。いつの間にか彼は全てのシュートを飛び跳ねながら打つようになったという。また天井の低いホールでの試合もあったため、彼のジャンプシュートは独特の低い軌道を描いた。

### ビラノバ大学
優秀な学生でもあったアリジンは高校卒業後はペンシルベニア州のビラノバ大学に進学し、化学を専攻する傍ら、様々なバスケットリーグでプレーした（第二次世界大戦直後は大量の帰還兵の影響でアメリカ国内にはバスケットリーグが乱立していた）。アリジンのプレーする姿を見たビラノバ大のコーチは彼をスカウトし、奨学金を得たアリジンは大学2年生の1947-48シーズンからビラノバ大学ワイルドキャッツに加わることになった。カレッジバスケへの適応には暫く時間が掛かったが、9試合目にして初の二桁である10得点を記録。センターとしてプレーしたアリジンはこのシーズン、平均11.1得点をあげ、チームは15勝9敗の成績を残した。1948-49シーズンには飛躍的に成績を伸ばし、平均22.0得点をあげ、ある試合では85得点を記録した。チームも22勝3敗と好調のシーズンを過ごし、NCAAトーナメントに進出。この年の優勝チームであるケンタッキー大学の前に敗退するも、アリジンはカレッジスター選手のアレックス・グローザとのマッチアップで30得点を記録した。また敗者復活戦ではやはりカレッジスターのトニー・ラヴェルを8得点に抑え、自身は22得点をあげている。最終学年の1949-50シーズンは平均25.3得点を記録（シーズン通算735得点は当時歴代2位の記録）してオールアメリカンに選ばれると共に、Sporting News選出の年間最優秀選手を受賞。ビラノバ大は彼の背番号『11』を永久欠番に指定。また学業でも優秀な成績を収めた。

### フィラデルフィア・ウォリアーズ
アリジンは1950年のNBAドラフトで地元フィラデルフィアに本拠地を置くフィラデルフィア・ウォリアーズから地域指名（地元出身者をドラフト指名できる制度）を受けてNBA入りを果たした。ウォリアーズが新人のアリジンと契約した年9,000ドルは当時としては破格の好条件だった。NBAの前身であるBAAの初代チャンピオンチーム（1947年）でもあるウォリアーズだが、アリジンが入団する前年は26勝42敗まで成績が落ち込んでいた。しかし新人アリジンは1950-51シーズンにウォリアーズをデビジョン1位となる40勝26敗まで大きく回復させると、自身は最初のオールスターに選ばれ、平均17.2得点9.8リバウンド、平均得点・リバウンド両部門でリーグトップ10入りを果たす。当時新人王があったならば、アリジンは筆頭候補であった。翌1951-52シーズンには最初の全盛期を迎え、平均25.4得点11.3リバウンドをあげてウォリアーズ創部時からのエースであったジョー・ファルクス（アリジンと同じくジャンプシュートを得意とした選手）を抑えてチームのリーディングスコアラーに昇格。さらに3年連続得点王の座に居たミネアポリス・レイカーズのジョージ・マイカンすらも抑えて初の得点王に輝き、オールNBA1stチーム入りを果たした。その他にも出場時間、フィールドゴール成功数・成功率、フリースロー成功数・試投数などでリーグ1位となっている。またトリプルオーバータイムまでもつれた12月21日のレイカーズ戦では63分間出場し続けるが、これは1試合の出場時間としては当時の歴代1位となり、以後約40年間に渡って破られなかった。2年連続のオールスターでは26得点をあげてオールスターMVPに輝いている。個人としては絶好調なシーズンを過ごしたが、一方ウォリアーズは33勝33敗と波に乗り切れず、プレーオフでは2年連続でドルフ・シェイズ率いるシラキュース・ナショナルズの前に敗れている。
リーグ最高峰の選手としての地位を確立しつつあったこの貴重な時期、アリジンは朝鮮戦争勃発のために海兵隊で過ごすことになった。周囲は2年間の空白が彼をトップクラスの座から引き摺り落としてしまうのではないかと危惧したが、NBAに復帰した1954-55シーズン、アリジンは以前と変わらない姿でコートに戻り、平均21.0得点9.4リバウンドを記録。しかしウォリアーズは彼の不在の間に以前と変わらぬ姿を保ち続けることは出来ず、大黒柱のジョー・ファルクスは引退しており、1952-53シーズンは12勝57敗と大きく負け越していた。一方でニール・ジョンストンやジョー・グラボウスキーらがチーム内で台頭を見せ、特にジョンストンはアリジンの不在時にリーグ屈指のセンターに急成長を遂げ、アリジンに代わって得点王の座に就いた。ゴール下で存在感を示すジョンストンとライン際からのジャンプシュートで得点を荒稼ぎするアリジンは抜群の相性を見せ、アリジンが復帰した1954-55シーズンは33勝49敗まで成績を回復させた。
そして迎えた1955-56シーズン。アリジンは平均24.2得点7.5リバウンドをあげると、ジョンストンも平均22.1得点を記録。1位のボブ・ペティットには及ばなかったものの、得点王レースの2位、3位をアリジンとジョンストンが占め、さらにオールNBA1stチームには両名が揃って名を連ねた。グラボウスキーは第3の得点源として活躍し、優秀なプレーメーカーのジャック・ジョージ、新人でアリジンと同じラ・サール高校出身のトム・ゴーラと充実した陣容となったウォリアーズは、他チームを圧倒する45勝27敗の成績を残した。プレーオフではデビジョン決勝で因縁の相手、シラキュース・ナショナルズを3勝2敗の末に破って、ついにNBAファイナル進出。ファイナルの相手、フォートウェイン・ピストンズも4勝1敗で破り、ウォリアーズはNBA（BAA）元年以来となる10年ぶりの優勝を果たした。プレーオフ期間中、アリジンは平均28.9得点の成績を残している。
翌1956-57シーズン、平均25.6得点7.9リバウンドの成績を残したアリジンは自身2度目の得点王に返り咲く。しかしウォリアーズは、今度はトム・ゴーラが兵役に就いてしまったため、37勝25敗の成績に終わっている。1957-58シーズンには当時歴代最速で通算10,000得点に達し、1958-59シーズンにはキャリアハイとなる平均26.4得点をあげるが、今度は相棒ニール・ジョンストンを膝の故障が襲い、シーズン終了後には引退に追い込まれてしまった。プレーオフ進出も逃してしまったウォリアーズはこのまま衰退してしまうかに思われたが、1959-60シーズンにウォリアーズはウィルト・チェンバレンという前代未聞の新人を迎える。平均37.6得点27.0リバウンドという先例のない数字を残したチェンバレンに次いでアリジンも平均22.3得点8.6リバウンドと変わらず好調を維持し、ゴーラも復帰したウォリアーズは49勝26敗の好成績を残した。以後もアリジンは平均20得点以上を稼ぎ出す優秀なスコアラーとしてチェンバレンと共にウォリアーズを支え、1961年12月1日にはボブ・クージー、ドルフ・シェイズに続いて史上3人目となる通算15,000得点に到達。34歳となるアリジンは未だリーグトップクラスの得点力を持っており、1961-62シーズン終了後も現役を続けるつもりでいたが、オフにウォリアーズが売却され、本拠地を東海岸のフィラデルフィアから西海岸のサンフランシスコに移転することが決まり、幼少期から住み慣れたフィラデルフィアから離れたくなったアリジンは10年間過ごしたウォリアーズから退団することを決意した。NBAでの最後のシーズンとなった1961-62シーズンの成績は平均21.9得点。ラストシーズンの成績としては当時の歴代最高の数字であり、またキャリア平均22.5得点もボブ・ペティットに破られるまでは引退選手の中では歴代最高の成績だった。

### NBA以後
ウォリアーズを退団した後もアリジンは現役を続行、1962年から1965年までの3年間をイースタン・バスケットボール・リーグで過ごし、キャムデン・ブレッツを1964年の優勝に導いている。アリジンは2006年12月12日、ペンシルベニア州スプリングフィールドにおいて78年の生涯に幕を閉じた。

## 業績など
アリジンは初期のNBAを支えたスター選手であると同時に現代バスケットボールの確立に貢献した偉大なバスケットボール選手でもあった。彼がNBAの舞台で見せた奇抜で斬新なシュート、"ジャンプシュート"は多くのNBA選手に模倣され、やがてNBAの枠を越えてあらゆるバスケット選手へと伝播していき、現在はバスケットボールのスタンダードとなっている。またアリジンはただの"Pitchin' Paul（投球ポール）"ではなく、ボールハンドリングやディフェンスにも長けたオールラウンドな才能の持ち主だった。優れた跳躍力とボールハンドリング技術による優美かつアクロバットなドライブで、フィラデルフィアの記者は彼のプレーを「見えない波に乗っているようだ」と表現した。

## NBA個人成績

### レギュラーシーズン
| シーズン     | チーム       | GP  | MPG   | FG%   | FT%  | RPG  | APG | PPG   |
| ------------ | ------------ | --- | ----- | ----- | ---- | ---- | --- | ----- |
| 1950–51      | PHW          | 65  | –     | .407  | .793 | 9.8  | 2.1 | 17.2  |
| 1951–52      | PHW          | 66  | 44.5* | .448* | .818 | 11.3 | 2.6 | 25.4* |
| 1954–55      | PHW          | 72  | 41.0* | .399  | .776 | 9.4  | 2.9 | 21.0  |
| 1955–56†     | PHW          | 72  | 37.8  | .448  | .810 | 7.5  | 2.6 | 24.2  |
| 1956–57      | PHW          | 71  | 39.0  | .422  | .829 | 7.9  | 2.1 | 25.6* |
| 1957–58      | PHW          | 68  | 35.0  | .393  | .809 | 7.4  | 2.0 | 20.7  |
| 1958–59      | PHW          | 70  | 40.0  | .431  | .813 | 9.1  | 1.7 | 26.4  |
| 1959–60      | PHW          | 72  | 36.4  | .424  | .798 | 8.6  | 2.3 | 22.3  |
| 1950–51      | PHW          | 79  | 37.2  | .425  | .833 | 8.6  | 2.4 | 23.2  |
| 1961–62      | PHW          | 78  | 35.7  | .410  | .805 | 6.8  | 2.6 | 21.9  |
| 通算         | 通算         | 713 | 38.4  | .421  | .810 | 8.6  | 2.3 | 22.8  |
| オールスター | オールスター | 9   | 22.9  | .466  | .806 | 5.2  | 0.7 | 15.2  |

### プレーオフ
| 年度  | チーム | GP | MPG  | FG%  | FT%  | RPG  | APG | PPG   |
| ----- | ------ | -- | ---- | ---- | ---- | ---- | --- | ----- |
| 1951  | PHW    | 2  | –    | .519 | .813 | 10.0 | 1.5 | 20.5  |
| 1952  | PHW    | 3  | 40.0 | .453 | .879 | 12.7 | 2.7 | 25.7  |
| 1956† | PHW    | 10 | 40.9 | .450 | .838 | 8.4  | 2.9 | 28.9* |
| 1957  | PHW    | 2  | 11.0 | .375 | .600 | 4.0  | 0.5 | 4.5   |
| 1958  | PHW    | 8  | 38.6 | .391 | .778 | 7.8  | 2.0 | 23.5  |
| 1960  | PHW    | 9  | 41.2 | .431 | .873 | 9.6  | 3.7 | 26.3  |
| 1961  | PHW    | 3  | 41.7 | .328 | .697 | 8.7  | 4.0 | 22.3  |
| 1962  | PHW    | 12 | 38.3 | .375 | .863 | 6.7  | 2.2 | 23.2  |
| 通算  | 通算   | 49 | 38.6 | .411 | .829 | 8.2  | 2.6 | 24.2  |

### 主な記録・受賞
- NBA通算成績
  - 10シーズン713試合出場
  - 16,266得点（平均22.8得点）
  - 6,129リバウンド（平均8.6リバウンド）
  - 1,665アシスト（平均2.3アシスト）
  - FG成功率：.421
  - フリースロー成功率：.810

- NBA得点王：1952, 1957
- NBAオールスターゲーム：1951, 1952, 1955 - 1962
- オールスターMVP：1952
- オールNBA1stチーム：1952, 1956, 1957
- オールNBA2ndチーム：1959
- BAAファイナル制覇：1956
- バスケットボール殿堂：1978
- フィラデルフィアスポーツ殿堂
- NBA25周年オールタイムチーム
- NBA50周年記念オールタイムチーム